# Білоштан Андрій Порфирович
Білошта́н Андрій Порфирович (8 вересня 1908, с. Моринці, нині Звенигородського району Черкаської області — 20 лютого 1972, Київ) — мовознавець. Брат Якова Білоштана. Кандидат філологічних наук (1958). Учасник 2-ї світової війни. Державні нагороди СРСР.

## Біографія
Закінчив Київський Всесоюзний заочний ІНО (1933) і Харківський торговельно-економічний інститут (1938), екстерном — Львівський педагогічний інститут (1951), курси підготовки викладання мовознавчих дисциплін для ВНЗів при Київ. університеті (1951—1952). Учителював (1929—1933), викладав українську і російську мову в навчальному комбінаті Харківського обллегпрому (1933—1937), українську мову в Інституті іноземних мов у Харкові (1938—1940); згодом — старший викладач Рівненського учительського інституту (1940—1941); завідувач кафедри Львівської облпартшколи (1946—1950); виконувач обов'язків проректора заочного відділення Львівського університету (1950—1955); від 1955 — в Інституті мовознавства АН УРСР: молодший науковий співробітник, від 1963 — старший науковий співробітник.
Наукові дослідження із лексикографії й нормативності наголосу української мови. Редагував «Русско-украинский словарь терминов механики» (Київ, 1963). Брав участь у створенні низки словників, зокрема «Українсько-російський словник» (у 6-ти томах, Київ, 1961), «Русско-украинский сельскохозяйственный словарь» (Київ, 1963) і «Словник української мови» (тт. 1—11, 1970—1980; співукладач 1—3, 5, 6 томів).

## Праці
- Наголос членних прикметників в українській літературній мові. К., 1958.
- Про нормативність наголосу в українській мові // Мовознавство. 1963. Т. 8;
- Лексико-семантична функція наголосу в українській мові // Пит. мов. культури. К., 1967. Вип. 1;
- Українське літературне мовлення. К., 1967 (співавт.).